# Jiří Švec (politik)
Jiří Švec (* 28. listopadu 1975 České Budějovice) je český komunální politik, v letech 2010 až 2025 starosta města Lišov na Českobudějovicku, v letech 2016 až 2024 zastupitel Jihočeského kraje (v letech 2017 až 2020 také radní kraje), člen hnutí STAN.

## Život
Vyučil se mechanikem a opravářem zemědělských strojů. Následně absolvoval základní vojenskou službu a po té pracoval jako svářeč, montér a řidič ve společnostech EGE, ČKD a Metrostav. Při zaměstnání vystudoval Střední školu podnikání v Českých Budějovicích a později i obor regionální politika na Vysoké škole evropských a regionálních studií (získal titul Bc.).
Má dvě děti.

## Politické působení
V komunální politice je aktivní od roku 2002, kdy byl zvolen předsedou místní samosprávy ve Velechvíně, místní části města Lišov. Ve volbách v roce 2002 také kandidoval jako nestraník za ČSSD do Zastupitelstva města Lišova, kam nebyl zvolen. O čtyři roky později ve volbách v roce 2006 byl zvolen zastupitelem jako nestraník za SNK ED a stal se místostarostou města. Po volbách v roce 2010 se stal starostou města Lišov (kandidoval jako nezávislý, za Sdružení nezávislých kandidátů Lišovsko). Post obhájil i ve volbách v letech 2014 a 2018.
V krajských volbách v roce 2012 kandidoval za STAN v rámci subjektu "TOP 09 a Starostové pro Jihočeský kraj" do Zastupitelstva Jihočeského kraje, ale nebyl zvolen. Od února 2016 do února 2021 byl předsedou jihočeské organizace hnutí STAN.
 V krajských volbách v roce 2016 byl lídrem subjektu "PRO JIŽNÍ ČECHY" (tj. STAN, HOPB a TOP 09) v Jihočeském kraji. Byl zvolen krajským zastupitelem a v dubnu 2017 se stal radním kraje pro oblast dopravy.
Ve volbách do Poslanecké sněmovny PČR v roce 2013 kandidoval za STAN v rámci koalice TOP 09 a STAN v Jihočeském kraji, ale nebyl zvolen. Na IX. republikovém sněmu STAN v Praze dne 25. března 2017 byl zvolen členem předsednictva hnutí. Ve volbách do Poslanecké sněmovny PČR v roce 2017 byl lídrem kandidátky hnutí STAN v Jihočeském kraji, ale nebyl zvolen.
V krajských volbách v roce 2020 byl lídrem samostatné kandidátky hnutí STAN v Jihočeském kraji, mandát krajského zastupitele se mu podařilo obhájit. Skončil však ve funkci radního kraje. Ve volbách v roce 2024 již nekandidoval.